# Dubai SC
Dubai SC war ein Fußballverein in Dubai. Der Verein spielte bis 2017 in der UAE Arabian Gulf League, der höchsten Liga des Landes.
Der Verein wurde im 2007 in die zweithöchste Spielklasse des Landes, der UAE Second Division, verwiesen und spielt seit 2010 wieder in der UAE Arabian Gulf League.